# 須藤時一郎
須藤 時一郎（すどう ときいちろう、1841年10月16日（天保12年9月2日）- 1903年（明治36年）4月15日）は、幕末の旗本、明治期の大蔵官僚・銀行家・政治家。衆議院議員、東京府会議長、東京市会議長。旧姓・高梨。

## 経歴
幕臣・高梨仙太夫（仙翁）の長男として、父の赴任地、陸奥国伊達郡川俣陣屋（現福島県伊達郡川俣町）で生まれた。幕臣・須藤仙也の養子となる。父と共に江戸に帰り塩谷宕陰に漢学を、斎藤弥九郎に剣術を学んだ。評定所留役から外国方に転じ、1863年（文久3年）横浜鎖港談判使節団に加わり渡仏した。帰国後、歩兵指図役頭取に就任し、戊辰戦争では弟沼間守一らと東北地方に転戦し、奥羽越列藩同盟の崩壊により捕らえられ、江戸に護送されて監禁された。静岡藩に出仕し軍事掛附属として沼津兵学校の庶務を担当した。
1870年（明治3年）上京し、尺振八の創設した共立学舎の英語教師を務めた。1872年（明治5年）大蔵省に出仕し、同翻訳掛、同七等出仕兼紙幣寮（現国立印刷局）六等出仕、紙幣助、銀行課長などを歴任した。1877年（明治10年）に退官し、第一国立銀行顧問、第三十九国立銀行嘱託、第四十国立銀行嘱託、第一国立銀行取締役などに在任した。その他、東京貯蓄銀行監査役、東京板紙取締役なども務めた。
弟・沼間守一の嚶鳴社に加わり、自由民権運動を推進した。政界では、浅草区会議員、同議長、東京市会議員、同参事会員、東京府会議員、同議長などを務めた。1894年（明治27年）9月、第4回衆議院議員総選挙（東京府第6区、帝国財政革新会）で当選し、その後、同志会に所属し衆議院議員に1期在任した。

## 国政選挙歴
- 第1回衆議院議員総選挙（東京府第6区、1890年7月、立憲改進党）次点落選[10]
- 第3回衆議院議員総選挙（東京府第6区、1894年3月、立憲改進党）次点落選[10]
- 第4回衆議院議員総選挙（東京府第6区、1894年9月、帝国財政革新会）当選[9]
- 第7回衆議院議員総選挙（東京府東京市、1902年8月、無所属）落選[11]

## 親族
- 弟 沼間守一（ジャーナリスト、東京府会議長）[4]・高梨哲四郎（弁護士、衆議院議員）[1]